# Magnus Johansson
Pour les articles homonymes, voir Johansson.
Magnus Johansson (né le 4 septembre 1973 à Linköping en Suède) est un joueur professionnel suédois de hockey sur glace. Il évolue au poste de défenseur. Formé au Linköpings HC, il découvre l'Elitserien, la division élite suédoise, à l'âge de 24 ans. Devenu l'un des meilleurs défenseurs européens, il a décroché de nombreux trophées individuels dans son pays natal, et compte plus de 200 sélections avec son équipe nationale.

## Biographie

### Début de carrière
En 1990, il commence sa carrière en senior avec son club formateur du Linköpings HC dans la Division 1 groupe Sud, équivalent au deuxième niveau suédois. Il dispute onze matchs comptant ses deux premiers points, un but et une assistance. Le club se range à neuvième place de la poule préliminaire puis achève sa saison sur une cinquième place dans la poule de qualification. À l'âge de 18 ans, il est promu capitaine de l'équipe. Le LHC est pensionnaire pendant deux saisons dans la Division 2. La fiche de point du défenseur augmente avec 12 puis 23 points lors de sa deuxième saison à cet échelon.
En 1993, le club de Linköping revient dans la Division 1 Sud. Il finit à la cinquième place du tour préliminaire disputé durant l'automne puis à la cinquième place du tour de qualification. Le défenseur réalise 27 points en 32 parties. Lors des trois campagnes suivantes à cet échelon, sa production de points diminue progressivement.
La saison suivante, le LHC tombe à la neuvième et avant dernière place de la première phase mais remonte à la quatrième place lors du tour de qualification.
En 1996, Johansson et ses coéquipiers parviennent à remporter la poule de qualification. Ils prennent part aux barrages de qualification pour le tournoi Kvalserien. L'équipe passe le premier tour face au Sunne IK mais perd lors du deuxième contre l'IF Troja-Ljungby.
Premier de la Division 1 Sud, le Linköpings HC termine quatrième de l'Allsvenskan. Cette place force le club à passer par les barrages pour participer au Kvalserien. Le « Cluben » se qualifie mais prend la sixième et dernière place de ce tournoi. Johansson met 17 points en 32 parties de saison régulière et 7 points en 14 rencontres de barrages et de Kvalserien.

### Le Frölunda HC
En 1997, le contrat de Tommy Boustedt, l'entraîneur de l'équipe se termine. Il emmène Johansson avec lui au Frölunda HC. Le défenseur découvre alors l'Elitserien à l'âge de 24 ans. Emmené par le Finlandais Ville Peltonen, l'équipe perd en demi-finale des séries éliminatoires face au futur champion, le Färjestads BK, trois victoires à une après avoir pris la quatrième place lors de la saison régulière. La fiche du défenseur est de 13 points en 46 parties.
En 1999, Johansson passe la barrière des dix buts en saison régulière. Le MODO Hockey, premier de la saison régulière, sort le club de Göteborg, septième en quart de finale.
C'est à nouveau le club d'Örnsköldsvik qui sort les coéquipiers de Johansson à ce stade de la compétition en 2000. La production de Johansson s'amplifie avec 12 buts et 34 points en 49 matchs.
Il joue son premier match international avec la Suède le 11 novembre 1999 face à la Russie. Il compte une assistance. Il s'agit d'un match de la Coupe Karjala disputé à Espoo en Finlande.
Huitième de la saison régulière 2000-2001, Les Frölunda Indians perdent en quart de finale face au Färjestads BK. Avec une partie de plus, Johansson accumule le même total de points que lors de la saison régulière précédente.
Le numéro 6 est nommé assistant-capitaine de Mikael Andersson lors de la campagne 2001-2002. Avec 35 points dont 14 buts, il est le quatrième pointeur de sa formation, le meilleur défenseur derrière Niklas Andersson, Jonas Johnson et Patrik Carnbäck. L'équipe est cinquième de la saison régulière. Les six points de Johansson le classe en tête des pointeurs de son équipe lors des séries éliminatoires qui s'achèvent en demi-finale contre MODO.
Il est sélectionné pour son premier championnat du monde en 2002. Il marque un but contre l'Autriche lors de cette compétition. La Suède prend la troisième place lors de ce mondial disputé à domicile. L'équipe d'Hardy Nilsson bat la Finlande 5-3 lors du match pour la médaille de bronze.

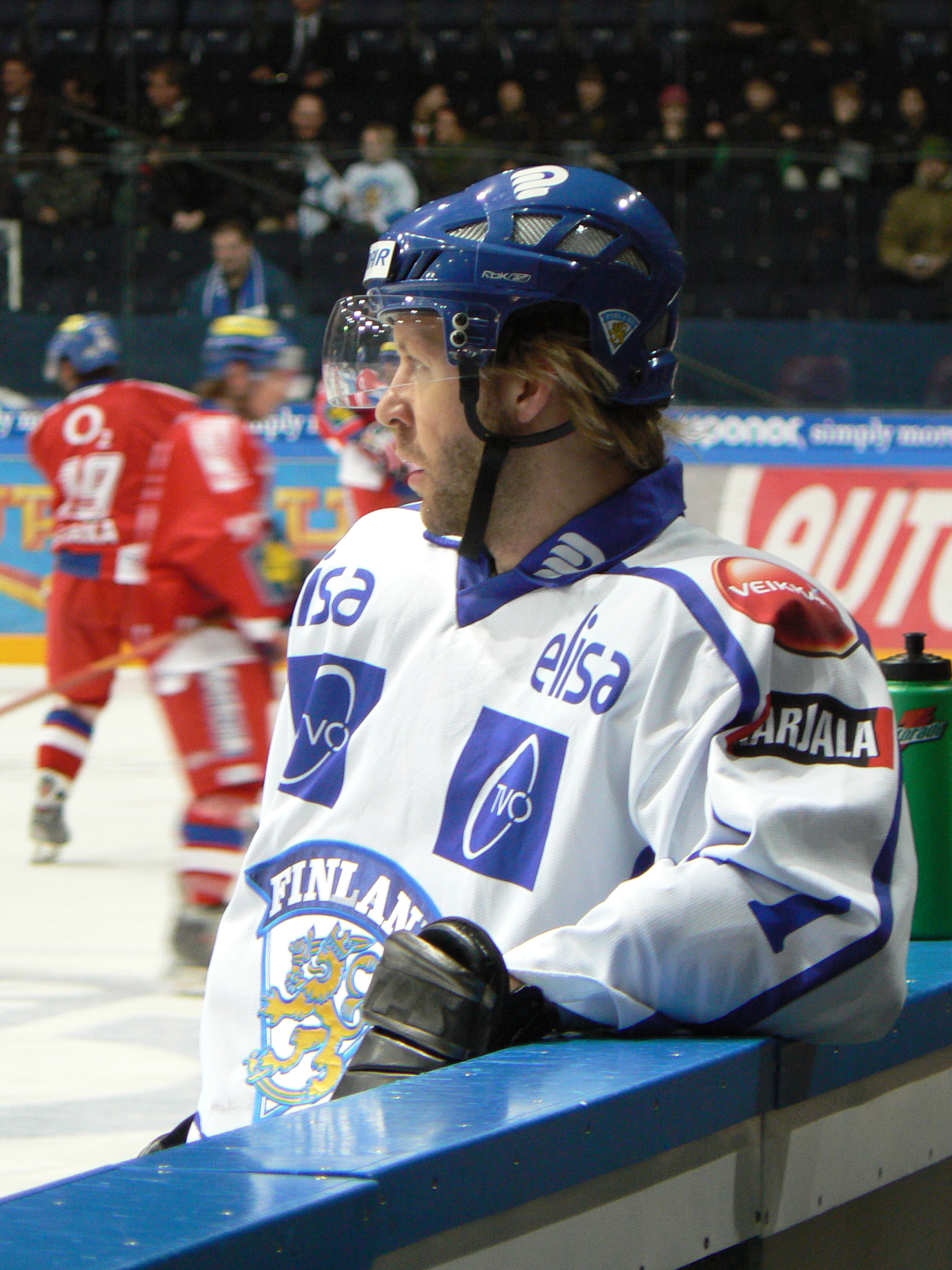
Tomi Kallio marque le but du titre pour le Frölunda HC.

Le Frölunda HC est en tête de la saison régulière 2002-2003 au bout de cinquante parties. Johansson marque 26 points. En plus de ses cadres, l'équipe compte sur de nombreux jeunes tels que le gardien de but Henrik Lundqvist et son frère, Joel. Les Indiens éliminent MODO, le Timrå IK et décrochent la finale quatre victoires à zéro face à Färjestad. Le but du titre est inscrit en prolongation par le renfort de janvier, le finlandais Tomi Kallio, meilleur pointeur des séries éliminatoires. Il s'agit du deuxième titre de l'histoire pour le club.
Lors du mondial 2003, la Suède s'incline en finale 3-2 en prolongation face au Canada. Le but victorieux est l'œuvre de Ryan Carter.

### Première expérience à l'étranger
Il part alors en Suisse. Il passe une saison avec le SC Langnau Tigers en LNA. Les Tigers terminent douze sur treize lors de la saison régulière. Cinquième pointeur de l'équipe avec 25 points dont 21 assistances, le Suédois en est le deuxième passeur derrière Jeff Shantz. Troisième du tour de relégation, l'équipe se maintient dans la LNA.
De retour dans le club de sa ville natale, Johansson récupère son capitanat. Le LHC est devancé par le Frölunda HC lors de la saison régulière. Avec 34 points en 49 matchs, le défenseur conclut avec un différentiel +/- de +30, le meilleur total de la ligue. Mais après que le club ait du résilier les contrats de Huselius et du défenseur Henrik Tallinder, il est sorti dès les quarts de finale par le Södertälje SK 4 victoires à 2.
Il prend part au championnat du monde 2005. Il inscrit cinq points en neuf matchs. Défait par la République tchèque en demi-finale, la Tre Kronor se classe quatrième. Elle est battue par la Russie lors du match pour la troisième place.
En 2006, l'équipe prend la troisième place de la saison régulière. Elle est emmenée par l'attaquant Tony Mårtensson. Johansson rend une fiche de 22 points dont la moitié de buts. Frölunda élimine Linköpings en sept matchs en demi-finale des séries éliminatoires.

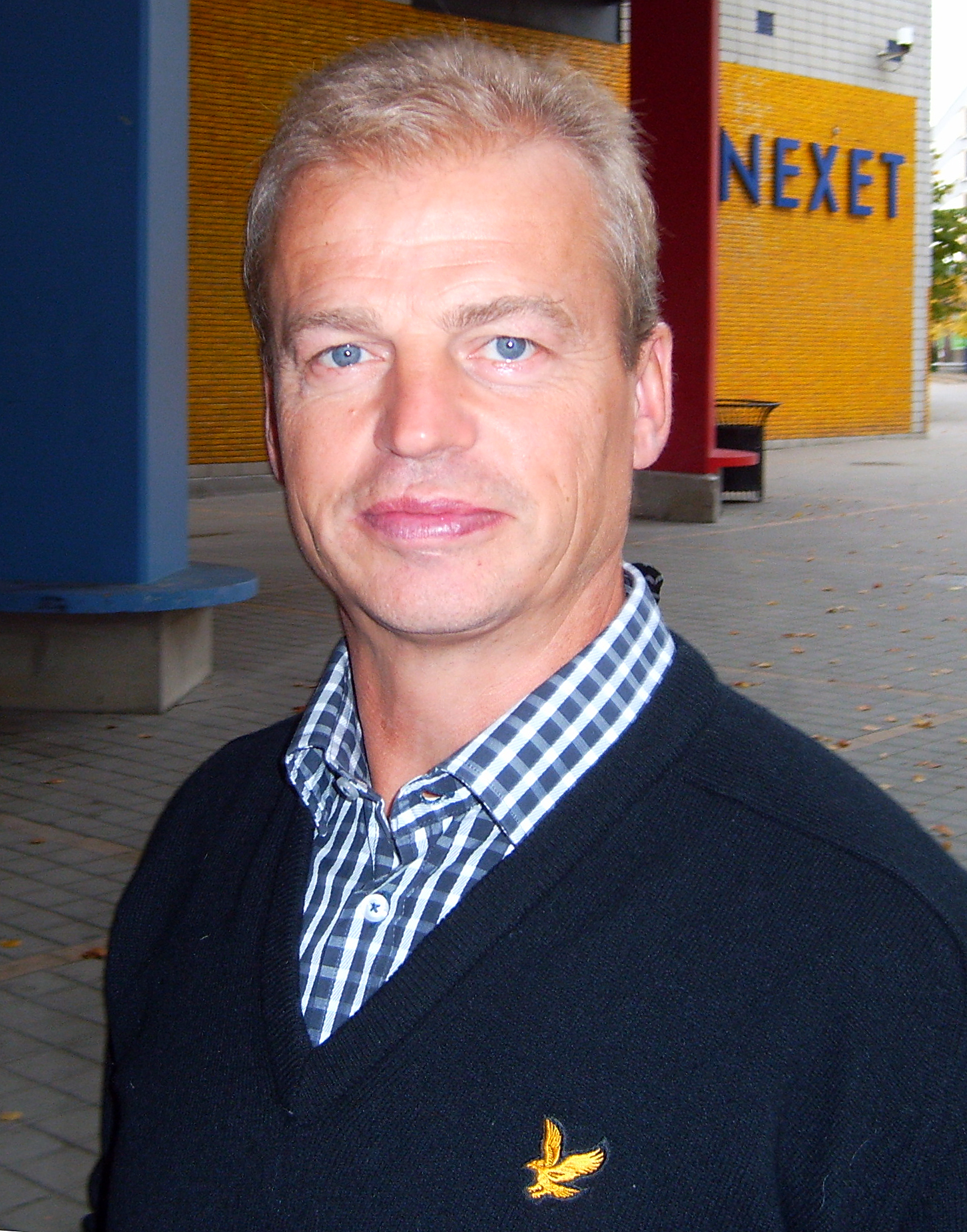
Bengt-Åke Gustafsson, le sélectionneur de la Suède.

Il est nommé par le sélectionneur Bengt-Åke Gustafsson, assistant-capitaine de Kenny Jönsson pour le championnat du monde 2006. L'équipe remporte la médaille d'or en s'imposant 4-0 lors de la finale face aux Tchèques.
En 2006-2007, Johansson réalise sa saison la plus prolifique avec 36 points en 52 matchs. Avec le gardien Rastislav Staňa, le LHC atteint la première finale de son histoire face au MODO hockey. MODO, qui possède également un gardien slovaque avec Karol Križan, s'impose 4 victoires à 2.
La Suède prend la quatrième place du championnat du monde 2007. La Russie bat les Suédois 3-1 lors de la petite finale. Johansson marque trois buts au cours de la compétition.

### De la LNH à la KHL
En dépit de son petit gabarit, il signe un contrat avec les Blackhawks de Chicago de la Ligue nationale de hockey le 4 juin 2007. À 34 ans, il dispute son premier match dans la ligue le 4 octobre 2007 face au Wild du Minnesota. Deux jours plus tard, chez les Red Wings de Détroit, il réalise sa première assistance. Le 10 janvier 2008, il est échangé aux Panthers de la Floride en retour d'un choix de septième ronde au repêchage d'entrée dans la LNH 2009. Le directeur général des Panthers, Dale Tallon décrit le Suédois comme un « défenseur mobile qui sait comment bouger le palet rapidement et l'amener en zone offensive. » et un joueur capable de renforcer l'équipe en supériorité numérique. Troisièmes de la division Sud-Est, les Panthers ne se qualifient pas pour la Coupe Stanley. La saison du défenseur offensif se clôt par un bilan de 45 matchs pour 14 assistances.
Il rejoint alors son équipe nationale pour le mondial 2008. Johansson est pour la deuxième fois après 2006 l'assistant-capitaine de Kenny Jönsson. La Suède se classe quatrième perdant la rencontre pour la médaille de bronze contre la Finlande 4-0.
Il décide de revenir dans son club formateur en 2008 et signe un contrat de quatre saisons. Finalement, il est prêté un an à l'Atlant Mytichtchi dans la Kontinentalnaïa Hokkeïnaïa Liga. Il participe au Match des étoiles. Il est membre de l'équipe Jágr qui l'emporte 7-6 face à l'équipe Iachine. Blessé à l'épaule le 20 février 2011 face au Salavat Ioulaïev Oufa, il ne fait son retour que lors des quarts de finale de la Coupe Gagarine. C'est à ce stade de la compétition que l'Atlant, deuxième de la Division Bobrov, s'incline en quart de finale face au Metallourg Magnitogorsk trois victoires à une. Le Suédois termine la saison régulière avec 34 points, le quatrième total des défenseurs derrière Kevin Dallman, Peter Podhradsky et Vitali Atiouchov. Il finit avec un différentiel de +33, le cinquième total de la ligue.
Johansson est le meilleur pointeur des défenseurs suédois lors du championnat du monde 2009 avec huit points en neuf parties. La Suède prend la médaille de bronze contre les États-Unis 4 buts à 2.

### Retour au Linköpings HC
De retour au Linköpings HC, l'équipe perd en demi-finale des séries éliminatoires face au Djurgårdens IF après s'être classée troisième de la saison régulière. Avec 49 points en 55 matchs, le capitaine du LHC est le neuvième pointeur de l'Elitserien, le deuxième défenseur après David Petrasek. Sa vision du jeu et son jeu de passes font des merveilles puisque seuls les attaquants Johan Davidsson et Tony Mårtensson (respectivement 46 et 44 assistances) devancent ses 41 aides. Il reçoit le Guldpucken du meilleur joueur suédois de la saison et le Trophée Salming du meilleur défenseur suédois qui ne joue pas dans la Ligue nationale de hockey.
Il est sélectionné pour les Jeux olympiques de Vancouver 2010. La Suède termine cinquième. Le défenseur marque deux assistances en quatre parties.
Bengt-Åke Gustafsson décide de faire de Magnus Johansson, son capitaine lors du championnat du monde 2010. Battue aux tirs au but contre les Tchèques, futurs vainqueurs, la Suède prend la troisième place contre l'Allemagne 3-1. Johansson marque deux assistances lors de cette partie.
Le 12 février 2011, il honore sa deux-centième sélection en équipe de Suède face à la Russie, match des LG Hockey Games.
En 2010-2011, il reçoit le Guldhjälmen récompensant le meilleur joueur de l'Elitserien. Il marque 38 points en 55 matchs, le deuxième total chez les défenseurs après David Rundblad (50 points). C'est face au Skellefteå AIK de Rundblad et des deux meilleurs pointeurs de la saison régulière Joakim Lindström et Mikko Lehtonen, que l'équipe s'incline en sept matchs lors des quarts de finale. Johansson est le pointeur le plus prolifique de son équipe en compagnie de Patrik Zackrisson et Michael Holmqvist avec un total de sept points dont six aides.

## Trophées et honneurs personnels

### Elitserien
- 2000 : participe au Match des étoiles.
- 2001 : participe au Match des étoiles.
- 2002 : participe au Match des étoiles.
- 2005 : meilleur différentiel +/-.
- 2005 : nommé dans l'équipe d'étoiles.
- 2006 : nommé dans l'équipe d'étoiles.
- 2010 : remporte le Guldpucken.
- 2010 : remporte le Trophée Salming.
- 2010 : nommé dans l'équipe d'étoiles.
- 2011 : remporte le Guldhjälmen.
- 2011 : nommé dans l'équipe d'étoiles.

### Frölunda HC
- 2002 : Record de points (35) pour un défenseur en saison régulière (de 50 matchs).

### Linköpings HC
- 2007 : Record de buts (4) pour un défenseur en séries éliminatoires.
- 2006 : Record de buts (11) pour un défenseur en saison régulière (de 50 matchs).
- 2010 : Record de points (49) pour un défenseur en saison régulière (de 55 matchs).
- 2010 : Record d'assistances (41) pour un défenseur en saison régulière (de 55 matchs).

### KHL
- 2008-2009 : désigné défenseur du mois de septembre.
- 2009 : participe avec l'équipe Jágr au 1er Match des étoiles de la Ligue continentale de hockey.

### Coupe Karjala
- 2006 : nommé meilleur défenseur[40].
- 2006 : nommé dans l'équipe type des médias.
- 2010 : nommé dans l'équipe type des médias[41].

### LG Hockey Games
- 2011 : nommé meilleur défenseur.
- 2011 : nommé dans l'équipe type.

## Statistiques

### En club
| Saison     | Équipe                 | Ligue                    |    | Saison régulière | Saison régulière | Saison régulière | Saison régulière | Saison régulière | Saison régulière |   | Séries éliminatoires | Séries éliminatoires | Séries éliminatoires | Séries éliminatoires | Séries éliminatoires | Séries éliminatoires |
| Saison     | Équipe                 | Ligue                    | PJ | B                | A                | Pts              | Pun              | +/-              | PJ               | B | A                    | Pts                  | Pun                  | +/-                  |                      |                      |
| 1990-1991  | Linköpings HC          | Division 1 Sud           | 14 | 1                | 1                | 2                | 2                |                  |                  |   |                      |                      |                      |                      |                      |                      |
| 1991-1992  | Linköpings HC          | Division 2               | 36 | 9                | 3                | 12               | 18               |                  |                  |   |                      |                      |                      |                      |                      |                      |
| 1992-1993  | Linköpings HC          | Division 2               | 29 | 6                | 17               | 23               | 20               |                  |                  |   |                      |                      |                      |                      |                      |                      |
| 1993-1994  | Linköpings HC          | Division 1 Sud automne   | 18 | 2                | 11               | 13               | 8                |                  |                  |   |                      |                      |                      |                      |                      |                      |
| 1993-1994  | Linköpings HC          | Division 1 Sud printemps | 14 | 5                | 9                | 14               | 12               |                  |                  |   |                      |                      |                      |                      |                      |                      |
| 1994-1995  | Linköpings HC          | Division 1 Sud automne   | 18 | 3                | 6                | 9                | 16               |                  |                  |   |                      |                      |                      |                      |                      |                      |
| 1994-1995  | Linköpings HC          | Division 1 Sud printemps | 14 | 4                | 7                | 11               | 0                |                  |                  |   |                      |                      |                      |                      |                      |                      |
| 1995-1996  | Linköpings HC          | Division 1 Sud automne   | 18 | 1                | 10               | 11               | 8                |                  |                  |   |                      |                      |                      |                      |                      |                      |
| 1995-1996  | Linköpings HC          | Division 1 Sud printemps | 14 | 2                | 5                | 7                | 4                |                  | 4                | 1 | 3                    | 4                    | 4                    |                      |                      |                      |
| 1996-1997  | Linköpings HC          | Division 1 Sud           | 18 | 0                | 7                | 7                | 4                |                  |                  |   |                      |                      |                      |                      |                      |                      |
| 1996-1997  | Linköpings HC          | Allsvenskan              | 14 | 2                | 8                | 10               | 12               |                  | 14               | 1 | 6                    | 7                    | 8                    |                      |                      |                      |
| 1997-1998  | Frölunda HC            | Elitserien               | 46 | 5                | 8                | 13               | 24               | +9               | 7                | 2 | 1                    | 3                    | 8                    | +3                   |                      |                      |
| 1998-1999  | Frölunda HC            | Elitserien               | 48 | 10               | 9                | 19               | 4                | +16              | 4                | 0 | 1                    | 1                    | 4                    | 0                    |                      |                      |
| 1999-2000  | Frölunda HC            | Elitserien               | 49 | 12               | 22               | 34               | 20               | +18              | 5                | 0 | 1                    | 1                    | 2                    | -6                   |                      |                      |
| 2000-2001  | Frölunda HC            | Elitserien               | 50 | 6                | 28               | 34               | 26               | +15              | 5                | 2 | 1                    | 3                    | 14                   | +2                   |                      |                      |
| 2001-2002  | Frölunda HC            | Elitserien               | 48 | 14               | 21               | 35               | 36               | +6               | 10               | 1 | 5                    | 6                    | 8                    | 0                    |                      |                      |
| 2002-2003  | Frölunda HC            | Elitserien               | 50 | 11               | 15               | 26               | 14               | +24              | 16               | 2 | 3                    | 5                    | 20                   | +14                  |                      |                      |
| 2003-2004  | SC Langnau Tigers      | LNA                      | 48 | 4                | 21               | 25               | 36               |                  |                  |   |                      |                      |                      |                      |                      |                      |
| 2003-2004  | SC Langnau Tigers      | Tour de relégation LNA   | 9  | 3                | 0                | 3                | 2                |                  |                  |   |                      |                      |                      |                      |                      |                      |
| 2004-2005  | Linköpings HC          | Elitserien               | 47 | 9                | 25               | 34               | 26               | +30              | 6                | 3 | 0                    | 3                    | 0                    | -3                   |                      |                      |
| 2005-2006  | Linköpings HC          | Elitserien               | 50 | 11               | 11               | 22               | 30               | +1               | 13               | 2 | 1                    | 3                    | 10                   | 0                    |                      |                      |
| 2006-2007  | Linköpings HC          | Elitserien               | 52 | 8                | 28               | 36               | 46               | -4               | 15               | 4 | 3                    | 7                    | 6                    | +1                   |                      |                      |
| 2007-2008  | Blackhawks de Chicago  | LNH                      | 18 | 0                | 4                | 4                | 4                | -5               |                  |   |                      |                      |                      |                      |                      |                      |
| 2007-2008  | Panthers de la Floride | LNH                      | 27 | 0                | 10               | 10               | 14               | 0                |                  |   |                      |                      |                      |                      |                      |                      |
| 2008-2009  | Atlant Mytichtchi      | KHL                      | 53 | 7                | 26               | 33               | 36               | +33              | 4                | 0 | 0                    | 0                    | 4                    | -1                   |                      |                      |
| 2009-2010  | Linköpings HC          | Elitserien               | 52 | 8                | 41               | 49               | 14               | +5               | 12               | 6 | 4                    | 10                   | 6                    | +2                   |                      |                      |
| 2010-2011  | Linköpings HC          | Elitserien               | 55 | 7                | 31               | 38               | 14               | +12              | 7                | 1 | 6                    | 7                    | 0                    | -2                   |                      |                      |
| 2011-2012  | Linköpings HC          | Elitserien               | 55 | 6                | 23               | 29               | 16               | -3               |                  |   |                      |                      |                      |                      |                      |                      |
| 2012-2013  | Linköpings HC          | Elitserien               | 55 | 3                | 25               | 28               | 12               | +10              | 10               | 3 | 5                    | 8                    | 4                    | +6                   |                      |                      |
| 2013-2014  | Linköpings HC          | SHL                      | 49 | 7                | 28               | 35               | 12               | +7               | 13               | 0 | 4                    | 4                    | 0                    | -6                   |                      |                      |
| 2014-2015  | Linköpings HC          | SHL                      | 48 | 4                | 11               | 15               | 10               | 0                | 11               | 0 | 1                    | 1                    | 6                    | -9                   |                      |                      |
| Totaux LNH | Totaux LNH             | Totaux LNH               | 45 | 0                | 14               | 14               | 18               | -5               |                  |   |                      |                      |                      |                      |                      |                      |

### En équipe nationale
| Année | Compétition          |   | PJ | B | A | Pts | Pun | +/-                |  | Résultat |
| 2002  | Championnat du monde | 9 | 1  | 0 | 1 | 6   | +4  | Médaille de bronze |  |          |
| 2003  | Championnat du monde | 9 | 0  | 0 | 0 | 6   | +3  | Médaille d'argent  |  |          |
| 2005  | Championnat du monde | 9 | 1  | 4 | 5 | 2   | +5  | Quatrième place    |  |          |
| 2006  | Championnat du monde | 9 | 2  | 3 | 5 | 2   | +4  | Médaille d'or      |  |          |
| 2007  | Championnat du monde | 8 | 3  | 0 | 3 | 2   | +3  | Quatrième place    |  |          |
| 2008  | Championnat du monde | 9 | 2  | 1 | 3 | 8   | +1  | Quatrième place    |  |          |
| 2009  | Championnat du monde | 9 | 3  | 5 | 8 | 6   | +2  | Médaille de bronze |  |          |
| 2010  | Jeux olympiques      | 4 | 0  | 2 | 2 | 2   | +1  | Cinquième place    |  |          |
| 2010  | Championnat du monde | 9 | 0  | 4 | 4 | 6   | +6  | Médaille de bronze |  |          |